# Blue Water Cycling/2013
Deze pagina geeft een overzicht van de Blue Water Cycling-wielerploeg in 2013. 

## Algemene gegevens
Algemeen manager: Morten Brinch Jensen
Ploegleiders: Fiaala Anders, Hyldgaard Frank, Rene Jacobsen, Adelfred Martin, Peter Meinert-Nielsen, Michael Blaudzun
Fietsmerk: Specialized
Budget: niet bekend

## Renners
| Naam                     | Geboortedatum | Nationaliteit | Ploeg 2012                 |
| ------------------------ | ------------- | ------------- | -------------------------- |
| Daniel Foder Holm        | 07-04-1983    | Denemarken    | Christina Watches-Onfone   |
| Rasmus Guldhammer        | 09-03-1989    | Denemarken    | Christina Watches-Onfone   |
| Christian Jersild Jensen | 05-03-1992    | Denemarken    |                            |
| Jacob Kjeldsen           | 03-02-1982    | Denemarken    | Neo                        |
| Jacob Nielsen            | 12-01-1978    | Denemarken    |                            |
| Mathias Møller Nielsen   | 19-03-1994    | Denemarken    | Neo                        |
| Lasse Norman Hansen      | 11-02-1992    | Denemarken    |                            |
| Morten Øllegaard         | 06-02-1988    | Denemarken    | Concordia Forsikring-Riwal |
| Mark Sehested Pedersen   | 06-11-1991    | Denemarken    |                            |
| Soren Pugdahl            | 17-10-1987    | Denemarken    |                            |
| Thomas Nybo Riis         | 31-08-1992    | Denemarken    |                            |
| Frederik Thalund Jensen  | 09-02-1993    | Denemarken    |                            |
| Aske Vorre Louring       | 24-05-1993    | Denemarken    | Team Trefor                |

## Overwinningen
| GP Herning Winnaar: Lasse Norman Hansen Rund um den Finanzplatz Eschborn-Frankfurt, Beloften Winnaar: Lasse Norman Hansen Ronde van Berlijn, Beloften 2e etappe: Lasse Norman Hansen (ITT) Eindklassement: Mathias Møller Nielsen Deens kampioenschap wielrennen op de weg, Beloften Winnaar: Lasse Norman Hansen Winnaar: Lasse Norman Hansen (ITT) Ronde van Slowakije 1a-e etappe: Mathias Møller Nielsen (ITT) |

2006 · 2007 · 2008 · 2009 · 2010 · 2011 · 2012 · 2013